# Kościół Wniebowzięcia Najświętszej Maryi Panny w Villajoyosie
Kościół Wniebowzięcia Najświętszej Maryi Panny (hiszp. Iglesia de Nuestra Señora de la Asunción, kat. Església de Nostra Senyora de l'Assumpció) – rzymskokatolicka świątynia parafialna znajdująca się w hiszpańskim mieście Villajoyosa.

## Historia
Kościół wzniesiono w połowie XVI wieku. W XVIII wieku do świątyni dobudowano dwie kaplice boczne: La Purísima i La Comunión oraz wykonano portal główny. 25 czerwca 1985 budynek wpisano do rejestru zabytków. W 2021 wieża kościoła została wyremontowana.

## Architektura
Kościół salowy, gotycko-renesansowo-klasycystyczny. Reprezentuje typ tzw. kościoła fortecznego, jedna z trzech tego typu świątyń w prowincji Alicante. Klasycystyczny portal główny zdobią półkolumny i wieńczy go nisza z rzeźbą przedstawiającą św. Martę.

## Galeria

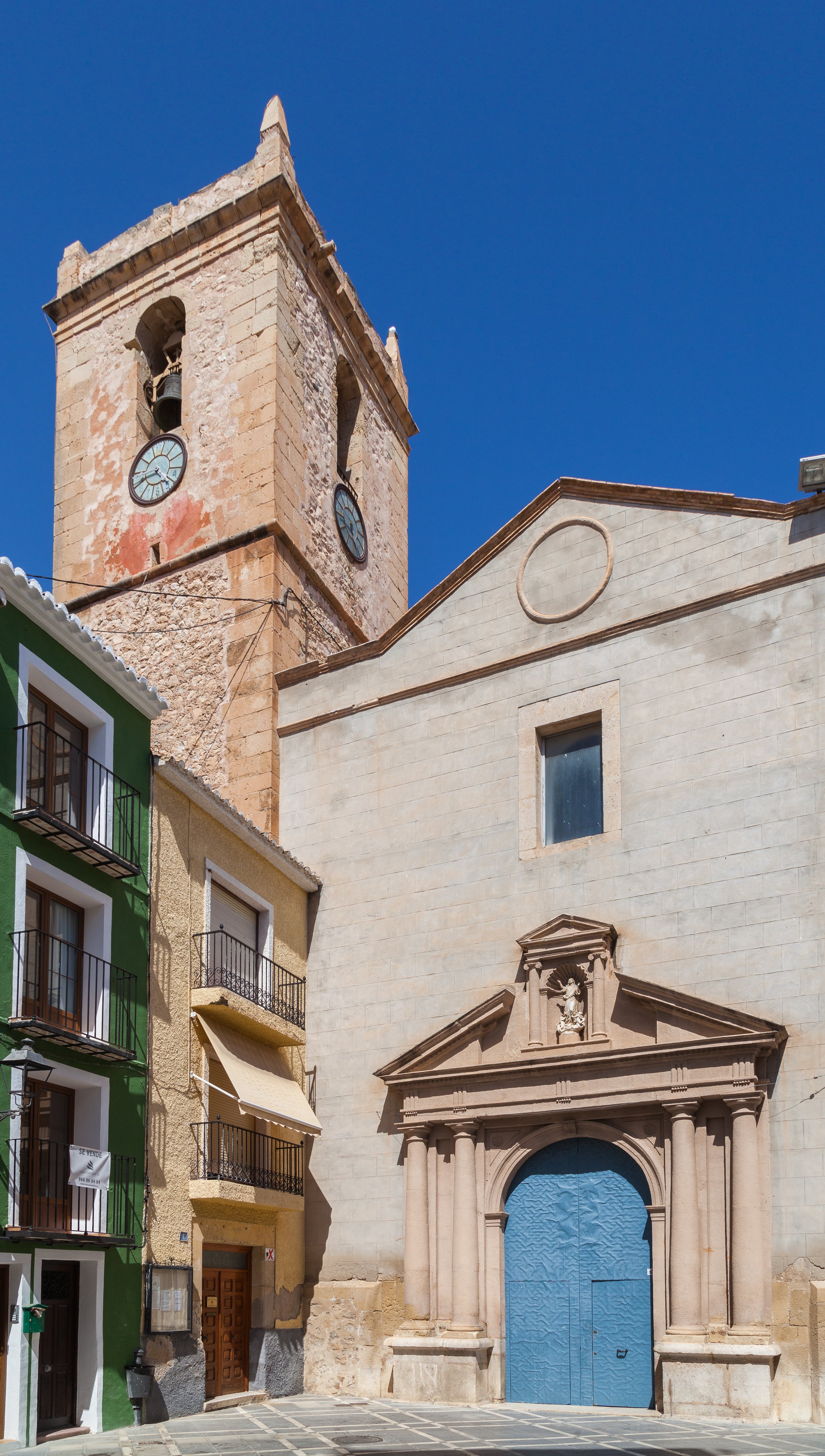
Fasada
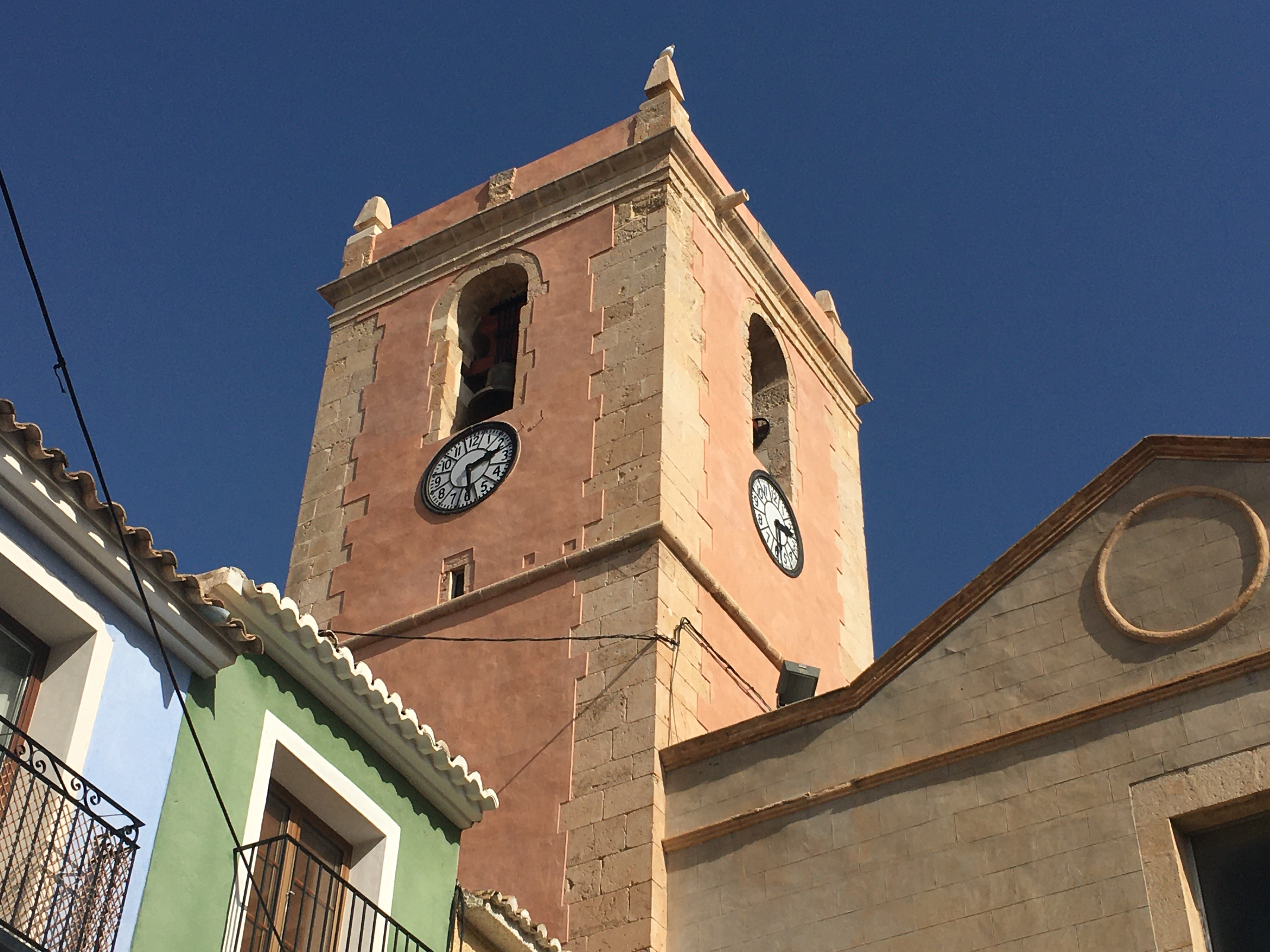
Dzwonnica
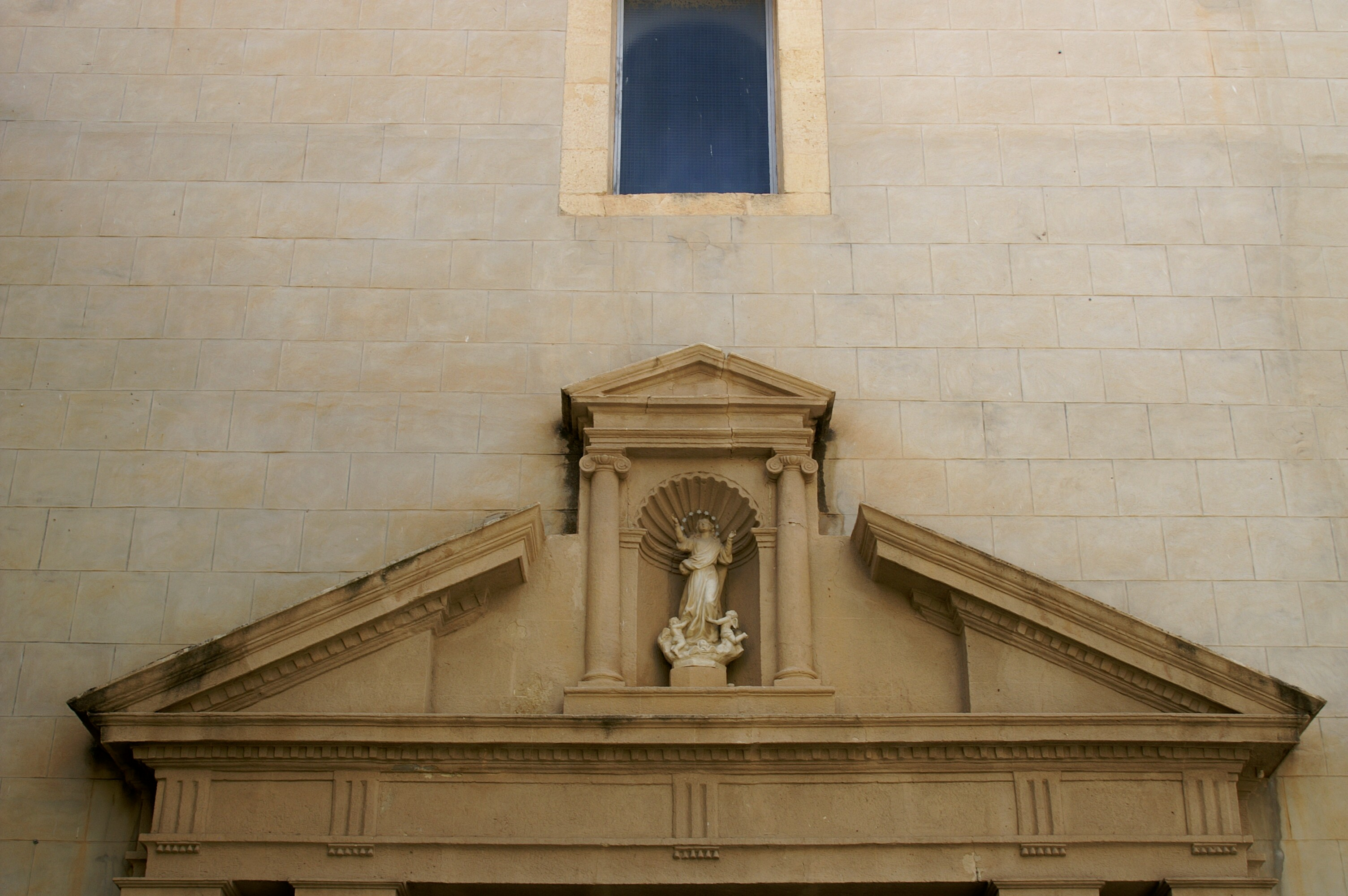
Nisza z rzeźbą św. Marty
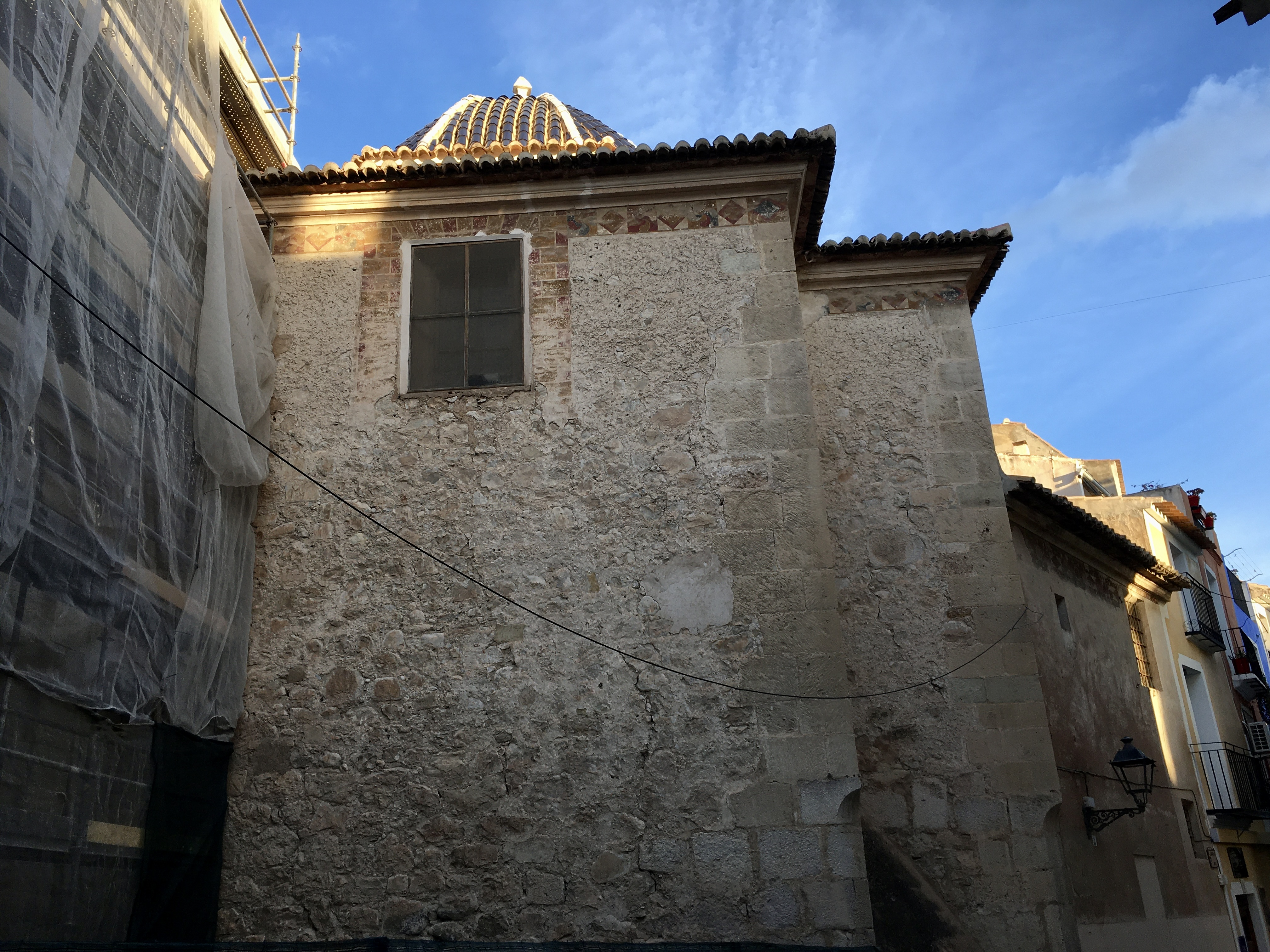
Kaplica boczna